# Зубова Буда
Зу́бова Бу́да— деревня  в  Смоленской области России,  в Шумячском районе. Население — 4 жителя (2007 год) . Расположена в юго-западной  части области  в 10 км к югу от Шумячей, в 3 км к северо-северу от границы с Беларусью. В 5 км к северо-востоку от деревни станция Понятовка на железнодорожной ветке Рославль – Кричев.  
Входит в состав Понятовского сельского поселения.

## История
Название произошло от слова Буда - в прошлом предприятие по производству поташа, расположенное в лесу.